# Mi adorado Juan (película)
Mi adorado Juan es una película española de 1950 dirigida por Jerónimo Mihura basada en la obra de teatro homónima de Miguel Mihura.

## Sinopsis
La extraña desaparición de los perros de sus vecinos lleva a Juan a investigarlo, cayendo todas las sospecha en una tal Eloísa, la orgullosa hija de un científico que usa a los perros para crear un antídoto contra el sueño. Juan es una persona que es amigo de todos porque su única ocupación es hacer favores a todos y dormir mucho, con el convencimiento de que quien duerme bien tiene que ser una buena persona, sin la maldad y el rencor que da el no dormir. De esa forma entabla conocimiento con Eloisa.